# Branko Peković
Branko Peković (Belgrado, 7 de maio de 1979) é um jogador de polo aquático sérvio-cazaque, medalhista olímpico.

## Carreira
Branko Peković fez parte do elenco bronze em Pequim 2008. Agora representa o Cazaquistão